# Альфредссон, Даниэль
Даниэль Альфредссон (швед. Daniel Alfredsson; 11 декабря 1972, Гётеборг, Швеция) — профессиональный шведский хоккеист, крайний нападающий. Прозвище — «Альфи» (англ. Alfie). Член Зала хоккейной славы с 2022 года.

## Карьера
Начинал карьеру хоккеиста в первом дивизионе чемпионата Швеции в клубе «Мёльндаль» из пригорода Гётеборга. С 1992 года выступал за клуб шведской элитной серии «Фрёлунда» из Гётеборга.

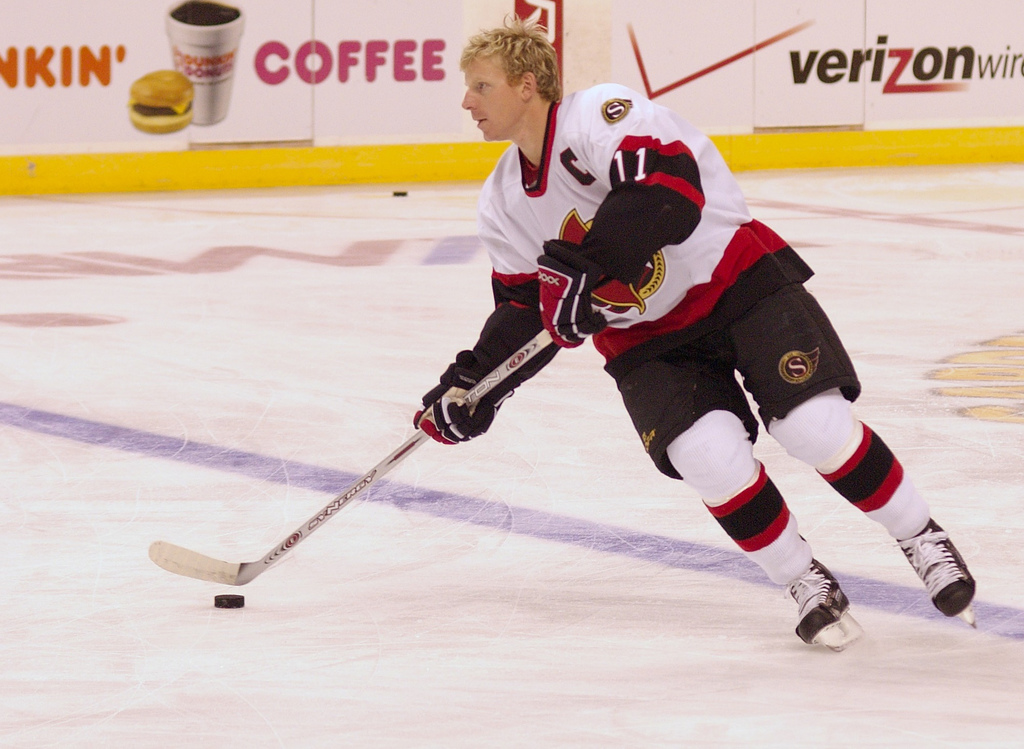
Альфредссон в 2006 году

На драфте НХЛ 1994 года был выбран в 6 раунде под общим 133 номером командой «Оттава Сенаторз». В НХЛ с 1995 по 2013 год выступал только за «Оттаву» (в сезоне 2004/05 во время локаута в НХЛ играл за «Фрёлунду»), с 1999 года являлся её капитаном. В сезоне 2006/07 дошёл с командой до финала Кубка Стэнли, став лучшим бомбардиром и снайпером плей-офф. В конце сезона 2009/10 провёл за клуб свою тысячную игру, а в следующем сезоне заработал тысячное очко по системе «гол плюс пас».
Сезон 2013/2014 провёл в клубе «Детройт Ред Уингз», с которым подписал однолетний контракт на сумму 5,5 миллиона долларов. Сам нападающий объяснил свой переход желанием выиграть Кубок Стэнли, чего ему не удалось сделать за 18 лет в «Оттаве».Отыграв год в «Детройте» (весной также завоевав со сборной Швеции серебряные медали на олимпийском турнире в Сочи), Даниэль собирался ещё один год выступать за эту команду, но постоянные боли с спине помешали этому. 4 декабря 2014 года на арене «Canadian Tire Centre» в Оттаве Альфредссон объявил о завершении карьеры в НХЛ, где он провел 18 сезонов.
«В прошлом году моё тело снова дало о себе знать», — сказал Альфредссон. «Старые травмы. Снова пришлось много работать, чтобы восстанавливаться. Я упорно работал над тем, чтобы отыграть ещё один сезон, но три недели назад я решил завершить карьеру».
Альфредссон подписал 4 декабря почётный однодневный контракт с «Оттавой» и вышел на лёд на раскатку с игроками «Сенаторз» перед матчем против «Нью-Йорк Айлендерс». Он завершил карьеру в НХЛ, заняв 51-е место в истории лиги по результативности с 1,157 очками и 60-е по заброшенным шайбам (444). Альфредссон также занял второе место среди шведских хоккеистов, когда-либо вступавших в НХЛ, по заброшенным шайбам, очкам и третье по количеству проведенных матчей (1,246). В «Оттаве» Альфредссон лидирует по количеству проведенных игр (1,178), по заброшенным шайбам (426), голевым передачам (682) и набранным очкам (1,108). Он также занимает первое место в истории клуба в этих же категориях в матчах розыгрыша Кубка Стэнли. В течение 13 сезонов он был капитаном «Сенаторз» (1999—2013). За этот период команда 11 раз выходила в плей-офф, в том числе однажды (2007) дошла до финала Кубка Стэнли.
«Вне всяких сомнений, Даниэль — величайший хоккеист, которого видел этот город», — сказал владелец команды Юджин Мелник.
В составе сборной Швеции Даниэль принял участие в 14 турнирах, включая пять Олимпиад, став в 2006 году олимпийским чемпионом.

## Награды и достижения
- Серебряный призёр чемпионата мира (1995, 2004)
- Бронзовый призёр чемпионата мира (1999, 2001)
- Колдер Трофи (1996) в составе «Оттава Сенаторз»
- Олимпийский чемпион (2006) в составе сборной Швеции
- Серебряный призёр Олимпийских игр (2014)
- Чемпион Швеции и лучший бомбардир плей-офф (2005) в составе «Фрёлунды»
- Кинг Клэнси Трофи (2012)
- Приз Марка Мессье (2013)[10]
- Включён во вторую символическую сборную звёзд НХЛ (2006)
- Участник матча всех звёзд НХЛ (6 раз)

## Статистика
| Легенда | Легенда                    | Легенда | Легенда                   | Легенда | Легенда    |
| ------- | -------------------------- | ------- | ------------------------- | ------- | ---------- |
| И       | Количество проведённых игр | Штр     | Штрафное время            | +/−     | Плюс-минус |
| Г       | Голы                       | П       | Голевые передачи          | О       | Очки       |
| -       | Статистика неизвестна      | —       | Статистика не учитывалась |         |            |